# Siedmioszpar
Siedmioszpar, siedmioszpar spiczastogłowy (Heptranchias perlo) – gatunek drapieżnej, agresywnej morskiej ryby sześcioszparokształtnej. W starszej literaturze był opisywany pod wieloma nazwami synonimicznymi. Biologia tego gatunku jest słabo poznana.

## Występowanie
Zasiedla ciepłe i umiarkowanie ciepłe wody oceaniczne z wyjątkiem północnego Oceanu Spokojnego. Spotykana wzdłuż szelfu kontynentalnego, najczęściej na głębokościach 100–400 m p.p.m., ale wpływa również do głębszych wód – do 1000 m – lub wód przypowierzchniowych. 

## Opis
Charakteryzują się obecnością siódmej pary szczelin skrzelowych. Ciało wydłużone, o długości przeciętnie ok. 85–90 cm, maksymalnie do 140 cm (według niepotwierdzonych źródeł FishBase – mogą osiągać do 214 cm), głowa zakończona spiczastym pyskiem, oczy duże, zielone. Pojedyncza, mała płetwa grzbietowa. Ubarwienie grzbietu brązowo-szare lub oliwkowe, spodem jaśniejsze. Gatunek jajożyworodny. Młode, po wykluciu, osiągają ok. 26 cm długości. Samica rodzi jednorazowo 9–20 młodych.
Siedmioszpar spiczastogłowy żywi się mniejszymi rekinami, płaszczkami, rybami kostnymi, skorupiakami i mięczakami.